# Cossogno
Cossogno est une commune italienne de moins de 1 000 habitants située dans la province du Verbano-Cusio-Ossola dans la région Piémont dans le nord-ouest de l'Italie.

## Administration
| Période                                  | Période | Identité | Étiquette | Qualité |
| ---------------------------------------- | ------- | -------- | --------- | ------- |
|                                          |         |          |           |         |
| Les données manquantes sont à compléter. |         |          |           |         |

### Hameaux
Cicogna, Ungiasca

### Communes limitrophes
Cursolo-Orasso, Malesco, Miazzina, Premosello-Chiovenda, San Bernardino Verbano, Trontano, Verbania